# Марек Перепечко
Марек Перепечко (3 квітня 1942 — 17 листопада 2005  ) — популярний польський актор кіно та театру. 
Між 1960 і 1961 роками він виступав у Поетичній студії Анджея Коніка (Studio Poetyckie Andrzeja Konica) на TVP (Польське телебачення/Telewizja Polska). У 1965 році Перепечко закінчив Державну театральну академію імені Олександра Зельверовича у Варшаві. Того ж року дебютував на сцені. З 1966 по 1969 рік виступав на сцені Класичного театру у Варшаві, а з 1970 по 1977 рік був директором театру «Комедія». У 80-х роках Марек Перепечко проживав за межами Польщі, а з 1998 року був актором і директором Teatr Adama Mickiewicza (Театр Адама Міцкевича ) у Ченстохові.  Був одружений з Агнешкою Фіткау-Перепечко. Марек Перепечко був одним із найвідоміших польських акторів. Найбільше він запам’ятався своїми ролями у «Яносіку», «13 відділення» і «Покоління Колумбів» . 

## Фільмографія

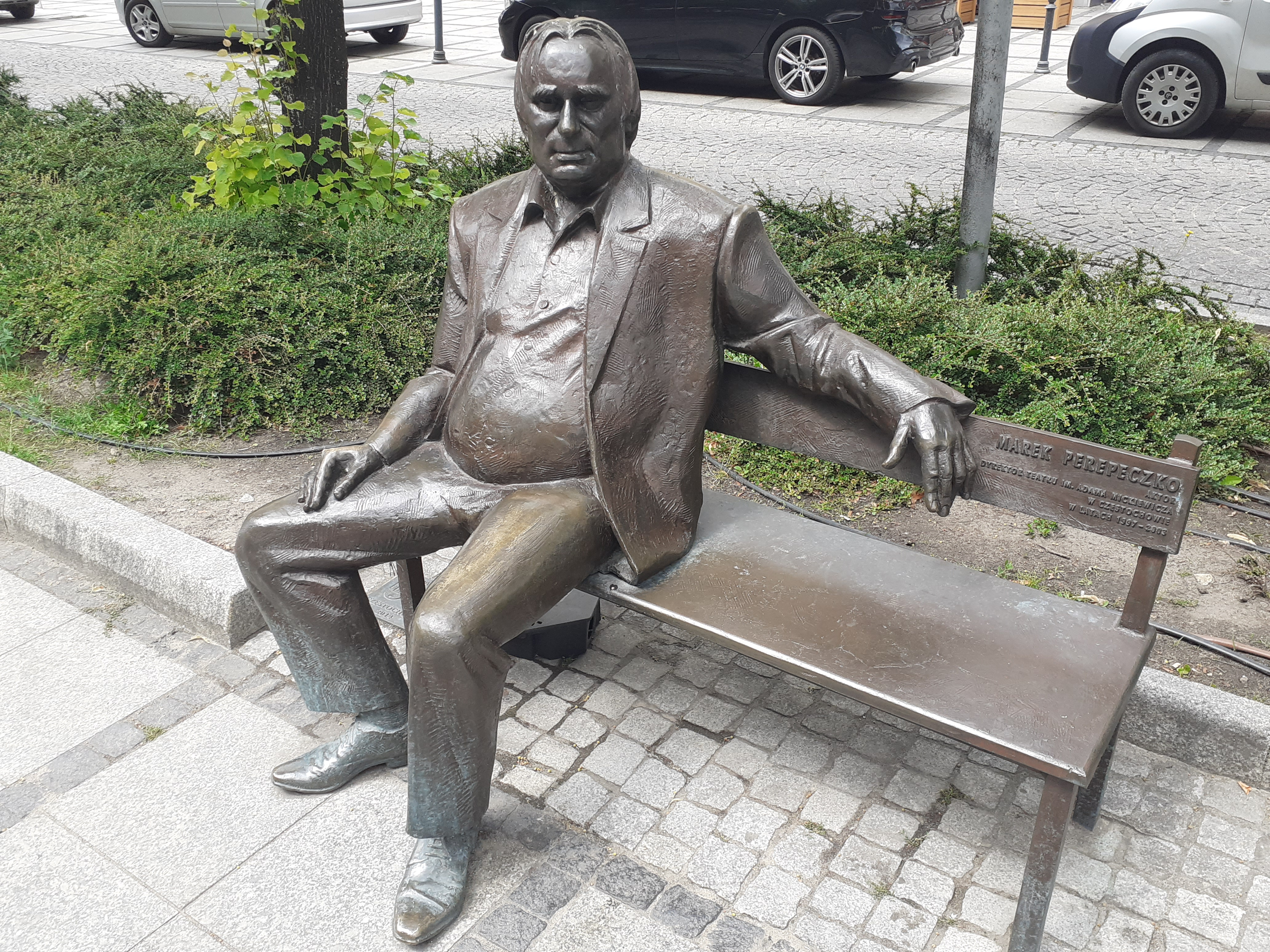
Меморіальна лавочка Марека Перепечка

- Trzeba Gleboko Oddychac, реж. Міра Хамермеш (1964)
- Potem nastąpi cisza (1965)
- Zejście do piekła (1966)
- Wilcze echa (1968)
- Polowanie na muchy (1969)
- Гневко, син рибака, серіал (1968–1970)
- Пан Володийовський (1969)
- Przygody pana Michała, серіал (1969)
- Березняк (1970)
- Покоління Колумбів, серіал (1970)
- Przygoda Stasia (1970) — батько Стася
- Мотодрама (1971)
- Весілля (1972)
- Janosik, серіал (1973) як Janosik
- Яносик (1974), як Janosik
- Аванс (1974)
- Śmierć autostopowiczek ( Smrt stopařek ) (1979)
- 13 posterunek, серіал (1997–1998) як Komendant nadkomisarz Władysław Słoik
- Сара (1997)
- Пан Тадеуш (1999)
- 13 posterunek 2, серіал (2000) як Komendant nadkomisarz Władysław Słoik
- Atrakcyjny pozna panią... (2004)
- Дублери (2005)

## Зовнішні посилання
- Marek Perepeczko at IMDb